# Jana Gantnerová
Jana Gantnerová (Kežmarok, 15 juli 1989) is een Slowaakse voormalig alpineskiester. Zij nam driemaal deel aan de Olympische Winterspelen, maar wist geen medaille te behalen. Jana is de dochter van voormalig alpineskiester Jana Gantnerová-Šoltýsová.

## Carrière
Gantnerová maakte haar wereldbekerdebuut in oktober 2005 tijdens de reuzenslalom in  Sölden. 
In 2006 nam Gantnerová een eerste maal deel aan de Olympische Winterspelen 2006. Haar beste restultaat was een 36e plaats op de afdaling. Ook in 2010 nam Gantnerová deel aan de olympische winterspelen. Hierbij wist zij een 24e plaats op de slalom te behalen.

## Resultaten

### Wereldkampioenschappen
| Jaar | Plaats                 | Resultaten                     |
| ---- | ---------------------- | ------------------------------ |
| 2009 | Val-d'Isère            | DNF1 Slalom                    |
| 2011 | Garmisch-Partenkirchen | 26e Slalom 38e Reuzenslalom    |
| 2013 | Schladming             | 22e Supercombinatie 32e Slalom |

### Olympische Spelen
| Jaar | Plaats    | Resultaten                                                |
| ---- | --------- | --------------------------------------------------------- |
| 2006 | Turijn    | 36e Afdaling 48e Super G DNF2 Reuzenslalom DNF Combinatie |
| 2010 | Vancouver | 24e Slalom 35e Reuzenslalom                               |
| 2014 | Sotsji    | DNF2 Slalom DNF2 Supercombinatie                          |

### Wereldbeker

#### Eindklasseringen
| Seizoen   | Algm | SC  |
| --------- | ---- | --- |
| 2012/2013 | 99e  | 27e |
| 2013/2014 | 119e | 30e |